# Pont del Mas Batlle
El Pont del Mas Batlle és una obra de Santa Pau (Garrotxa) inclosa a l'Inventari del Patrimoni Arquitectònic de Catalunya.

## Descripció
És un pont d'un sol arc,amb els clàssics forats, molt alt, pla i amb baranes, tot de pedra, en un camí que va de la carretera general de Santa Pau i que porta a la masia Batlles. Passa sobre el riu Ser, afluent per la dreta del Fluvià.